# Associazione Calcio Monza Brianza 1912 2008-2009
Questa pagina raccoglie le informazioni riguardanti l'Associazione Calcio Monza Brianza 1912 nelle competizioni ufficiali della stagione 2008-2009.

## Stagione
Nella stagione 2008-2009 il Monza disputa il nuovo Format del torneo di terza serie, il girone A del campionato Lega Pro Prima Divisione, ottiene 38 punti con il tredicesimo posto. Nel girone di andata ha ottenuto 19 punti allenato da Dario Marcolin con l'undicesima posizione. Nel girone di ritorno ha messo insieme lo stesso bottino di 19 punti allenato da Giuliano Sonzogni. Salvezza ottenuta dalla squadra brianzola con qualche tribolazione, avendo chiuso il torneo con un solo punto sopra la zona Play-out, la Pro Sesto con un punto in meno è retrocessa, perdendo il Play-out. Miglior marcatore di stagione Omar Torri preso in estate dal Pavia, ma proprietà dell'AlbinoLeffe. Nella Coppa Italia il Monza supera nel primo turno il Celano (4-3) dopo i calci di rigore, nel secondo turno esce di scena sconfitto (3-0) a Vicenza. Nella Coppa Italia di Lega Pro nel secondo turno ha eliminato il Como, nel terzo turno elimina la Pro Sesto, poi nel quarto turno nel 1º girone ottiene due pari con Novara e Montichiari, con i piemontesi che passano il turno.

## Organigramma societario
La disposizione delle sezioni e la presenza o meno di determinati ruoli può essere variata in base a spazi occupati e dati in possesso.
Area direttiva
- Presidente: Gian Battista Begnini

Area tecnica
- Direttore sportivo:
- Allenatore: Giuliano Sonzogni
- Allenatore in seconda: Riccardo Monguzzi
- Preparatori atletici: Sandro Farina, Ruben Scotti
- Preparatore dei portieri: Enrico Lattuada

## Rosa
| N. |                   | Ruolo | Calciatore             |
| -- | ----------------- | ----- | ---------------------- |
|    | Italia (bandiera) | P     | Matteo Apuzzo          |
|    | Italia (bandiera) | P     | Giacomo Bindi          |
|    | Italia (bandiera) | P     | Enrico Rossi Chauvenet |
|    | Italia (bandiera) | D     | Michele Bacis          |
|    | Italia (bandiera) | D     | Riccardo Bolzan        |
|    | Italia (bandiera) | D     | Valerio Capocchiano    |
|    | Italia (bandiera) | D     | Simone Iacoponi        |
|    | Italia (bandiera) | D     | Simone Puleo           |
|    | Italia (bandiera) | D     | Marco Taccucci         |
|    | Italia (bandiera) | D     | Marco Teani            |
|    | Italia (bandiera) | C     | Alessandro Borgese     |
|    | Italia (bandiera) | C     | Antonio Di Silvestro   |
|    | Italia (bandiera) | C     | Vincenzo Iacopino      |
|    | Italia (bandiera) | C     | Saverio Macrì          |

| N. |                    | Ruolo | Calciatore          |
| -- | ------------------ | ----- | ------------------- |
|    | Italia (bandiera)  | C     | Stefano Mazzocco    |
|    | Italia (bandiera)  | C     | Roberto Menassi     |
|    | Italia (bandiera)  | C     | Samuele Pizza       |
|    | Italia (bandiera)  | C     | Alberto Quadri      |
|    | Italia (bandiera)  | C     | Raimondo Scanu      |
|    | Italia (bandiera)  | C     | Salvatore Vicari    |
|    | Italia (bandiera)  | A     | Andrea Alberti      |
|    | Italia (bandiera)  | A     | Elia Chianese       |
|    | Italia (bandiera)  | A     | Christian Cesaretti |
|    | Italia (bandiera)  | A     | Alessandro Mosca    |
|    | Italia (bandiera)  | A     | Paolo Rossi         |
|    | Senegal (bandiera) | A     | Amadou Samb         |
|    | Italia (bandiera)  | A     | Gianluca Savoldi    |
|    | Italia (bandiera)  | A     | Omar Torri          |

## Calciomercato

### Sessione estiva
Nuovi arrivi:
- Gianluca Savoldi (dal Lecco)
- Omar Torri (dall'AlbinoLeffe)
- Matteo Bruscagin (dal Milan)
- Antonio Di Silvestro (dal Lecce)
- Enrico Rossi Chauvenet (dal Mezzocorona)
- Paolino Corno (dal Bari)
- Giacomo Bindi (dall'Inter)
- Simone Iacoponi (dall'Empoli)
- Riccardo Bolzan (dalla Lucchese via Chievo)
- Alessandro Borgese (dal Sassuolo)
- Samuele Pizza (dall'Empoli)
- Saverio Macrì (dall'Inter)
- Christian Cesaretti (dall'Empoli)
- Elia Chianese (dal Lecco)
- Raimondo Scanu (dal Feralpi Lonato)
- Andrea Alberti (dal Lanciano)
- Amadou Samb (dal Forza e Costanza)
- Daniel Riva (dall'Alzano Cene)

Partenze:
- Massimo Brambilla (al Pergocrema)
- Pierluigi Brivio (al Pergocrema)
- Yuri Breviario (al Pergocrema)
- Mattia Corradi (all'AlbinoLeffe)
- Simon Barjie (alla Pro Patria)
- Matteo Beretta (alla Pro Sesto)
- Marcus Diniz (al Livorno via Milan, fine prestito)
- Michele Tarallo (al Pergocrema via Genoa, fine prestito)
- Paolo Rossi (al Cittadella)
- Alessandro Bettega (al Siena, fine prestito)
- Francesco Capriulo (al Voghera, prestito)
- Marco Zaffaroni (al Turate)

## Risultati

### Lega Pro Prima Divisione

#### Girone di andata
| Arbitro: | Gallione (Alessandria) |

|                 |           |              |
| Arma 22’ (rig.) | Marcatori | 45’ Iacopino |

| Arbitro: | Merchiori (Ferrara) |

|              |           |                  |
| Scanu 90'+1’ | Marcatori | 56’ (rig.) Gallo |

| Arbitro: | G. Stefanini (Livorno) |

|                                                          |           |  |
| Correa 45’ (rig.) Zappacosta 47’ Bruccini 58’ Fofana 70’ | Marcatori |  |

| Arbitro: | Giacomelli (Trieste) |

|           |           |                 |
| Torri 68’ | Marcatori | 37’ Facchinetti |

| Arbitro: | Tramontina (Udine) |

|                                    |           |  |
| Malatesta 9’, 57’ Poggi 63’ (rig.) | Marcatori |  |

| Arbitro: | Massa (Imperia) |

|                        |           |               |
| Torri 36’ Iacopino 88’ | Marcatori | 15’, 27’ Maah |

| Arbitro: | Carbone (Napoli) |

|                              |           |                                |
| Torri 28’ Bernini 38’ (aut.) | Marcatori | 12’ (rig.), 42’ (rig.) Carlini |

| Arbitro: | Lupo (Matera) |

|  |           |                                   |
|  | Marcatori | 5’, 86’ Torri 45’ (rig.) Iacopino |

| Arbitro: | Tidona (Torino) |

|                         |           |                         |
| Cesaretti 20’ Torri 56’ | Marcatori | 52’ Florian 78’ Maschio |

| San Benedetto del Tronto 2 novembre 2008, ore 00:00 10ª giornata | Sambenedettese               | 0 – 0 referto | Monza | Stadio Riviera delle Palme (2.443 spett.)\| Arbitro: \| Ferraioli (Nocera Inferiore) \| |
| Arbitro:                                                         | Ferraioli (Nocera Inferiore) |               |       |                                                                                         |

| Arbitro: | Gallo (Barcellona Pozzo di Gotto) |

|                        |           |  |
| Iacoponi 21’ Torri 51’ | Marcatori |  |

| Arbitro: | Cafari Panico (Cassino) |

|                                        |           |  |
| Veronese 52’ Giaccherini 80’ Motta 86’ | Marcatori |  |

| Arbitro: | Nasca (Bari) |

|           |           |  |
| Torri 42’ | Marcatori |  |

| Arbitro: | Corletto (Castelfranco Veneto) |

|                                |           |  |
| Guidetti 14’ Vitofrancesco 67’ | Marcatori |  |

| Arbitro: | Irrati (Pistoia) |

|                              |           |  |
| Taccucci 11’ Amadou Samb 20’ | Marcatori |  |

| Arbitro: | Guida (Torre Annunziata) |

|                      |           |                    |
| Parolo 37’ Gómez 83’ | Marcatori | 10’ (aut.) Scapini |

| Arbitro: | Bagalini (Fermo) |

|                        |           |                                     |
| Torri 13’ Iacopino 26’ | Marcatori | 9’ Chiecchi 20’ Pintori 50’ Coletto |

#### Girone di ritorno
| Arbitro: | Paparazzo (Catanzaro) |

|          |           |                    |
| Torri 4’ | Marcatori | 9’ Arma 58’ Ghetti |

| Arbitro: | Doveri (Roma) |

|            |           |                   |
| Rubino 52’ | Marcatori | 39’, 63’ Iacopino |

| Arbitro: | Giancola (Vasto) |

|           |           |            |
| Bacis 83’ | Marcatori | 37’ Toledo |

| Arbitro: | Ostinelli (Comoo) |

|                           |           |              |
| Le Noci 65’ Sambugaro 89’ | Marcatori | 50’ P. Rossi |

| Arbitro: | Merchiori (Ferrara) |

|                           |           |            |
| P. Rossi 11’ Iacopino 27’ | Marcatori | 42’ Cuoghi |

| Arbitro: | Irrati (Pistoia) |

|                              |           |                         |
| Porro 10’ (rig.) Beretta 57’ | Marcatori | 22’ Bolzan 47’ Iacopino |

| Arbitro: | Ruini (Reggio Emilia) |

|             |           |             |
| Carlini 83’ | Marcatori | 5’ P. Rossi |

| Arbitro: | Pagano (Torre Annunziata) |

|                        |           |  |
| Torri 47’ P. Rossi 50’ | Marcatori |  |

| Arbitro: | Di Francesco (Teramo) |

|             |           |            |
| Martini 25’ | Marcatori | 71’ Bolzan |

| Arbitro: | Ceccarelli (Terni) |

|  |           |               |
|  | Marcatori | 40’ Cammarata |

| Arbitro: | Giallanza (Catania) |

|                            |           |                     |
| Mattielig 51’ Specchia 90’ | Marcatori | 70’ (rig.) P. Rossi |

| Arbitro: | Gallione (Alessandria) |

|                        |           |  |
| Torri 30’ P. Rossi 36’ | Marcatori |  |

| Arbitro: | Bolano (Livorno) |

|                                     |           |             |
| Baccolo 18’ Bovo 86’ Di Nardo 90+1’ | Marcatori | 73’ Menassi |

| Arbitro: | Barbiero (Vicenza) |

|           |           |                                |
| Bacis 62’ | Marcatori | 21’ Saverino 60’ (aut.) Apuzzo |

| Ravenna 3 maggio 2009 32ª giornata | Ravenna                      | 0 – 0 referto | Monza | Stadio Bruno Benelli (2.157 spett.)\| Arbitro: \| Manera (Castelfranco Veneto) \| |
| Arbitro:                           | Manera (Castelfranco Veneto) |               |       |                                                                                   |

| Monza 10 maggio 2009, ore 15:00 33ª giornata | Monza             | 0 – 0 referto | Verona | Stadio Brianteo (2.260 spett.)\| Arbitro: \| Tasso (La Spezia) \| |
| Arbitro:                                     | Tasso (La Spezia) |               |        |                                                                   |

| Arbitro: | Coccia (San Benedetto del Tronto) |

|                                     |           |                                  |
| Coletto 15’ Pintori 36’ Pesenti 48’ | Marcatori | 1’, 60’ P. Rossi 57’ Amadou Samb |

### Coppa Italia

#### Turni eliminatori
| Arbitro: | Tidona (Torino) |

|                                    |                      |                                          |
| Cesaretti 7’                       | Marcatori            | 57’ Negro                                |
| Puleo Capocchiano Bolzan Grammauta | Tiri di rigore 4 – 3 | Negro Gr. Villa Barbetti Fanelli Giunchi |

| Arbitro: | Gervasoni (Mantova) |

|                                 |           |  |
| Bjelanović 10’, 53’ Sgrigna 61’ | Marcatori |  |

### Coppa Italia Lega Pro

#### Fase 1 ad eliminazione diretta
| Arbitro: | Pizzi (Saronno) |

|                              |           |                          |
| Guazzo 13’ (rig.) Bretti 86’ | Marcatori | 4’ Mosca 76’, 107’ Torri |

| Arbitro: | Bagalini |

|                       |           |                                              |
| Campi 45+2’ Kone 105’ | Marcatori | 72’, 120’ Samb 107’ (rig.) Quadri 118’ Torri |

#### Fase a gironi
| Arbitro: | Peretti (Verona) |

|                                |           |                    |
| Piraccini 30’ Gallo 77’ (rig.) | Marcatori | 16’ Scanu 55’ Samb |

| Monza 26 novembre 2008 2ª giornata | Monza               | 0 – 0 | Montichiari | Stadio Brianteo\| Arbitro: \| Borriello (Mantova) \| |
| Arbitro:                           | Borriello (Mantova) |       |             |                                                      |

## Classifica
|                                                      |     | Classifica 2008-09 | Pt | G  | V | N  | P  | GF | GS | DR |
| ---------------------------------------------------- | --- | ------------------ | -- | -- | - | -- | -- | -- | -- | -- |
|                                                      | 13. | Monza              | 38 | 34 | 8 | 14 | 12 | 41 | 48 | -7 |
| Aggiornata al 17 maggio 2009 Fonte: www.lega-pro.com |     |                    |    |    |   |    |    |    |    |    |